# ザックス・ヴォルフェ効果
ザックス・ヴォルフェ効果 (ザックス・ヴォルフェこうか、英： Sachs-Wolfe effect）は、宇宙マイクロ波背景放射 (cosmic microwave background radiation； CMB) の光子が重力赤方偏移を受けることにより、観測者から見た CMB のスペクトルにむらが現れるという現象である。この効果は、角度スケールで10°を超えるCMBのゆらぎについて、それを引き起こす支配的な原因である。この通称は、1967年に提唱した2人のアメリカ人宇宙物理学者 Rainer Kurt Sachs と Arthur Michael Wolfe にちなんで命名された。

## 非積分的ザックス・ヴォルフェ効果
非積分的ザックス・ヴォルフェ効果 (Non-Integrated Sachs-Wolfe Effect)は、宇宙の晴れ上がりにおける、最終散乱面による重力赤方偏移により引き起こされる。この効果は、最終散乱時における質量・エネルギー密度が空間的に非一様であるため、全天で等方ではない。すなわち、最終散乱時に重力ポテンシャルの底にいる光子と山にいる光子では重力赤方偏移する度合が異なる。

## 積分ザックス・ヴォルフェ効果
積分ザックス・ヴォルフェ効果 (integrated Sachs-Wolfe effect; ISW)は、やはり重力赤方偏移により引き起こされるが、最後の散乱面から観測者に至るまでの経路上で発生する点が異なる。したがってこの現象は、原初のCMBの一部ではない。これは、宇宙の密度が、質量を持った物質以外の何ものかに支配されている場合に起こる。もし宇宙が、物質で支配されている場合は、大きなスケールの重力ポテンシャルの井戸と山は、意味がある程度には発達しない。もし宇宙が、電磁波、あるいはダークエネルギーで支配されている場合は、このようなポテンシャルは発達でき、その中を通過する光子のエネルギーを微妙に変化させる。
ISW効果には二つのタイプがある。早期型ISWは、非積分的ザックス・ヴォルフェ効果が、原初のCMBを作り出した直後、まだ周囲に宇宙膨張に影響を与えるのに十分な程度の電磁波が存在する間に、光子が密度のゆらぎのなかを走り去るときに起こる。これは、物理現象としては次に述べる遅期型ISWと同様であるが、それを引き起こした物質密度のゆらぎは、実際には探知不能であるので、観測上の便宜のため、通常は原初のCMBと一まとめにされる。

### 遅期型積分ザックス・ヴォルフェ効果
遅期型積分ザックス・ヴォルフェ(late-time ISW)効果は宇宙の歴史という尺度では極めて最近のダークエネルギーまたは宇宙定数が宇宙の膨張を支配し始めた時点から生じたものである。不運なことに、この用語は少々混乱を引き起こしやすい。遅期型ISW は暗黙のうちに、遅期型ISW効果の、密度の摂動展開における1次（線形）の項を指している。この効果の線形項はアインシュタイン・ド・ジッター宇宙では完全に消えるが、ダークエネルギー、または曲率が宇宙膨張を支配する宇宙では非零の値を取る。またこの効果の高次の項は宇宙膨張則によらず常に非零の値を示すが、その値は宇宙膨張やスケールによっても異なる。全非線形(線形項 ＋ 高次項)遅期型ISW効果の中で、特に各々のボイドや銀河団の中で起こるものは、マーティン・リースとデニス・シアマが、次のような物理学的な図式を解明して以来、Rees-Sciama効果として知られている。
ダークエネルギーに起因する宇宙の加速は、強く大規模なポテンシャル井戸と山さえも、光子がそれを横断する間に、崩壊させる原因になる。光子は、ポテンシャル井戸（超銀河団）に入り込むにつれ、少しエネルギーを獲得し、井戸が拡張され、浅くなった後に、それから出た後も、その獲得したエネルギーの幾ばくかをキープしている。同様に、光子は、スーパーボイドに入り込むにつれ、エネルギーを失うが、その間にわずかに押しつぶされた山から出るときは、失ったエネルギーの全てが回復されるわけではない。
遅期型ISWの一つの特徴は、銀河密度（平方度当たりの銀河の数）とCMBの温度の相互相関関数が0でないということである。 これは、超銀河団は光子を穏やかに加熱し、逆にスーパーボイドは冷却するからである。この相関は、中から高の有意性で、既に検出されている。
2008年5月に、 Granett、Neyrinck 及び Szapudi は、スローン・デジタル・スカイサーベイ (SDSS)の明るい赤色銀河カタログ (Luminous Red Galaxy catalog)の中で同定された、個々のスーパーボイドと超銀河団が、遅期型ISW効果と思われる領域に一致させられることを示した。彼らの、ザックス・ヴォルフェ効果の検出は、まず間違いなく、現時点で最もクリアーなものであり、スーパーボイドと超銀河団が、CMBに与えているごくわずかの効果をイメージ化している。